# Синдром Крампи
Синдром крампи — (crampi; англ. cramp судорога, спазм) периодические судороги в икроножных мышцах.